# Mistrovství Evropy v boxu 1977 – seznam účastníků
Seznam účastníků na mistrovství Evropy v boxu v roce 1977.

## Východní blok
| země | papírová     | muší          | bantamová      | pérová          | lehká       | l. velterová | velterová    | l. střední      | střední        | polotěžká   | těžká         | počet |
| ---- | ------------ | ------------- | -------------- | --------------- | ----------- | ------------ | ------------ | --------------- | -------------- | ----------- | ------------- | ----- |
| NDR  | D. Geilich   | K. Gertenbach | S. Förster     | R. Nowakowski   | C. Zornow   | U. Beyer     | K.-H. Krüger | G. Rostankowski | B. Wittenburg  | O. Sachse   | J. Fanghänel  | 11    |
| PLR  | H. Średnicki | L. Błażyński  | M. Wawrzyniak  | R. Gotfryd      | R. Tomczyk  | B. Gajda     | B. Nowik     | J. Rybicki      | W. Niemkiewicz | P. Skrzecz  | A. Kuskowski  | 11    |
| RSR  | A. Turei     | I. Faredin    | T. Dinu        | T. Tudor        | S. Cuțov    | C. Cuţov     | V. Cicu      | V. Didea        | C. Chiracu     | J. Győrffy  | M. Șimon      | 11    |
| SSSR | A. Kljujev   | A. Tkačenko   | F. Pak         | V. Rybakov      | —           | V. Griškovec | V. Limasov   | V. Savčenko     | V. Šapošnykov  | D. Kvačadze | J. Gorstkov   | 10    |
| SFRJ | —            | D. Ališanović | F. Šaćirović   | B. Ristić       | A. Rusevski | M. Bogujevci | Z. Bašić     | T. Kačar        | S. Kačar       | D. Vujković | X. Peci       | 10    |
| BLR  | G. Georgiev  | P. Kamburov   | D. Pechlivanov | C. Andrejkovski | —           | T. Michalev  | P. Jankov    | Ž. Stefanov     | I. Angelov     | —           | A. Suvandžiev | 9     |
| ČSSR | V. Horňák    | —             | —              | T. Stojka       | L. Konečný  | —            | R. Osička    | M. Pavlov       | S. Žáček       | —           | L. Resl       | 7     |
| MLR  | —            | G. Csordás    | J. Jakab       | —               | G. Takács   | L. Juhász    | —            | —               | L. Pém         | —           | —             | 5     |

## Západní Evropa
| země        | země        | papírová     | muší        | bantamová    | pérová         | lehká      | l. velterová   | velterová    | l. střední    | střední      | polotěžká      | těžká       | počet |
| ----------- | ----------- | ------------ | ----------- | ------------ | -------------- | ---------- | -------------- | ------------ | ------------- | ------------ | -------------- | ----------- | ----- |
| NSR         | NSR         | —            | —           | M. König     | K.-D. Ott      | R. Weller  | E. Müller      | H. Sixt      | M. Intlekofer | M. Jassman   | G. Peters      | W. Gruber   | 9     |
| Turecko     | Turecko     | M. Genç      | N. Eroğlu   | A. Hasetçi   | —              | H. Oğuz    | —              | K. Özoğluöz  | —             | S. Karakelle | —              | H. Kaya     | 7     |
| Finsko      | Finsko      | —            | —           | V. Koota     | —              | —          | E. Pallaspuro  | K. Kosunen   | K. Marjamaa   | T. Uisivirta | R. Pellikainen | —           | 6     |
| Francie     | Francie     | —            | —           | —            | F. Tripp       | A. Kerzazi | —              | C. Lancastre | —             | R. Nebayes   | —              | V. Kafoa    | 5     |
| Portugalsko | Portugalsko | —            | J. Miguel   | J. Magalhães | V. Texeira     | —          | J. Gato        | —            | V. Pereira    | —            | —              | —           | 5     |
| Španělsko   | Španělsko   | E. Rodríguez | J. A. Llata | V. Rodríguez | L. De la Sagra | J. García  | —              | —            | —             | —            | —              | —           | 5     |
| UK          | Anglie      | P. Fletcher  | —           | —            | —              | G. Gilbody | —              | P. Kelly     | R. Davis      | —            | —              | —           | 4     |
| UK          | Skotsko     | —            | M. Lawless  | T. McKeown   | I. McLeod      | J. McGinn  | J. Douglas     | —            | C. Malarkey   | —            | —              | —           | 6     |
| UK          | Wales       | —            | —           | —            | —              | —          | C. Brown       | C. Jones     | —             | —            | C. Lawson      | —           | 3     |
| Itálie      | Itálie      | —            | —           | E. Chiloiro  | C. Russollilo  | —          | —              | G. Rosi      | A. Carrbone   | —            | —              | —           | 4     |
| Rakousko    | Rakousko    | —            | —           | —            | —              | —          | —              | K. Reich     | R. Pfitscher  | E. Pucher    | L. Farkas      | —           | 4     |
| Nizozemsko  | Nizozemsko  | —            | —           | —            | R. Somer       | —          | T. van Eck     | —            | —             | A. Magielse  | —              | —           | 3     |
| Norsko      | Norsko      | —            | —           | —            | —              | —          | R. Karlsson    | E. Engh      | T. Andersen   | —            | —              | —           | 3     |
| Irsko       | Irsko       | P. Sutcliffe | —           | —            | —              | —          | —              | —            | B. Byrne      | —            | —              | —           | 2     |
| Belgie      | Belgie      | —            | —           | —            | —              | —          | —              | —            | —             | D. Dujardin  | —              | R. Desnouck | 2     |
| Dánsko      | Dánsko      | —            | —           | —            | —              | —          | —              | —            | —             | —            | —              | F. Nielsen  | 1     |
| Lucembursko | Lucembursko | —            | —           | —            | —              | —          | —              | —            | —             | —            | F. Serres      | —           | 1     |
| Řecko       | Řecko       | —            | —           | —            | —              | —          | J. Agrimanakis | —            | —             | —            | —              | —           | 1     |
| Švédsko     | Švédsko     | —            | —           | —            | —              | —          | —              | —            | —             | —            | —              | T. Blidh    | 1     |